# Малениська (Ярославський повіт)
Малениська (пол. Maleniska) — село в Польщі, у гміні Павлосюв Ярославського повіту Підкарпатського воєводства.
Населення — 568 осіб (2011).
У 1975-1998 роках село належало до Перемишльського воєводства.

## Демографія
Демографічна структура станом на 31 березня 2011 року:
|          | Загалом | Допрацездатний вік | Працездатний вік | Постпрацездатний вік |
| -------- | ------- | ------------------ | ---------------- | -------------------- |
| Чоловіки | 288     | 44                 | 213              | 31                   |
| Жінки    | 280     | 51                 | 159              | 70                   |
| Разом    | 568     | 95                 | 372              | 101                  |